# Potamonautes
Potamonautes là một chi giáp xác trong họ Potamonautidae.

## Các loài
Chi này gồm các loài:
| - Potamonautes adeleae Bott, 1968 - Potamonautes alluaudi (Bouvier, 1921) - Potamonautes aloysiisabaudiae (Nobili, 1906) - Potamonautes amalerensis (Rathbun, 1935) - Potamonautes antheus (Colosi, 1920) - Potamonautes anchietae (Brito Capello, 1871) - Potamonautes ballayi (A. Milne-Edwards, 1886) - Potamonautes bayonianus (Brito Capello, 1864) - Potamonautes berardi (Audouin, 1826) - Potamonautes dubius (Brito Capello, 1864) - Potamonautes bipartitus (Hilgendorf, 1898) - Potamonautes brincki (Bott, 1960) - Potamonautes calcaratus (Gordon, 1929) - Potamonautes clarus Gouws, Stewart & Coke, 2000 - Potamonautes depressus (Krauss, 1843) - Potamonautes dybowskii (Rathbun, 1905) - Potamonautes dentatus Stewart, Coke & Cook, 1995 - Potamonautes didieri (Rathbun, 1904) - Potamonautes ecorssei (Marchand, 1902) - Potamonautes emini (Hilgendorf, 1892) - Potamonautes gerdalensis Bott, 1955 - Potamonautes granularis Daniels, Stewart & Gibbons, 1998 - Potamonautes idjiwiensis (Chace, 1942) - Potamonautes ignestii (Parisi, 1923) - Potamonautes infravallatus (Hilgendorf, 1898) - Potamonautes jeanneli (Bouvier, 1921) - Potamonautes johnstoni (Miers, 1885) - Potamonautes kensleyi Cumberlidge & Tavares, 2006 - Potamonautes langi (Rathbun, 1921) - Potamonautes lirrangensis (Rathbun, 1904) - Potamonautes lividus Gouws, Stewart & Reavell, 2001 - Potamonautes loashiensis Bott, 1955 - Potamonautes loveni (Colosi, 1924) - Potamonautes loveridgei (Rathbun, 1933) - Potamonautes lueboensis (Rathbun, 1904) | - Potamonautes machadoi Bott, 1964 - Potamonautes macrobrachii Bott, 1953 - Potamonautes margaritarius (A. Milne-Edwards, 1869) - Potamonautes montivagus (Chace, 1953) - Potamonautes mutandensis (Chace, 1953) - Potamonautes neumanni (Hilgendorf, 1898) - Potamonautes niloticus (H. Milne-Edwards, 1837) - Potamonautes obesus (A. Milne-Edwards, 1868) - Potamonautes odhneri (Colosi, 1924) - Potamonautes paecilei (A. Milne-Edwards, 1886) - Potamonautes parvicorpus Daniels, Stewart & Burmeister, 2001 - Potamonautes parvispina Stewart, 1997 - Potamonautes perlatus (H. Milne-Edwards, 1837) - Potamonautes preparvus (Rathbun, 1921) - Potamonautes pilosus (Hilgendorf, 1898) - Potamonautes platycentron Hilgendorf, 1897 - Potamonautes platynotus (Cunnington, 1907) - Potamonautes punctatus Bott, 1955 - Potamonautes raybouldi Cumberlidge & Vannini, 2004 - Potamonautes reidi Cumberlidge, 1999 - Potamonautes rodolphianus (Rathbun, 1909) - Potamonautes rothschildi (Rathbun, 1909) - Potamonautes rukwanzi Corace, Cumberlidge & Garms, 2001 - Potamonautes schubotzi (Balss, 1914) - Potamonautes semilunaris Bott, 1955 - Potamonautes senegalensis Bott, 1970 - Potamonautes sidneyi (Rathbun, 1904) - Potamonautes stanleyensis (Rathbun, 1921) - Potamonautes suprasulcatus (Hilgendorf, 1898) - Potamonautes triangulus Bott, 1959 - Potamonautes unispinus Stewart & Cook, 1998 - Potamonautes unisulcatus (Rathbun, 1933) - Potamonautes walderi (Colosi, 1924) - Potamonautes warreni (Calman, 1918) - Potamonautes xiphoidus Reed & Cumberlidge, 2006 |